# Ernst de Saxe-Cobourg-Gotha
Le prince Ernst Franz Maria Joseph Ignatius Thaddeus Felix Michael Gabriel Raphael Gonzaga de Saxe-Cobourg-Gotha, né  au château de Gerasdorf bei Wien, Empire d'Autriche-Hongrie, le 25 février 1907 et mort à Gröbming, Styrie, Autriche le 9 juin 1978, est un prince de Saxe-Cobourg-Gotha, membre de la branche dite « brésilienne » de sa famille.

## Famille

### Entourage familial
Le prince Ernst est le quatrième fils et le dernier des huit enfants du prince Auguste de Saxe-Cobourg-Gotha (1867-1922) et de son épouse l'archiduchesse Caroline de Toscane (1869-1945), mariés en 1894. Il appartient à la branche dite « brésilienne » de sa famille.
En effet, par sa grand-mère paternelle, la princesse Léopoldine du Brésil (1847-1871), le prince est l'arrière petit-fils de l'empereur Pierre II du Brésil (1825-1891) et de son épouse la princesse Thérèse-Christine des Deux-Siciles (1822-1889), tandis que, par son grand-père paternel, il descend du prince Auguste de Saxe-Cobourg-Gotha (1818-1881) et de son épouse la princesse Clémentine d'Orléans (1817-1907).
Ses grands-parents maternels sont l'archiduc Charles Salvator de Habsbourg-Toscane (1839-1892) et son épouse la princesse Marie-Immaculée de Bourbon-Siciles (1844-1899). Dès lors, le prince Ernst est apparenté aux maisons de Habsbourg et de Bourbon-Siciles.
Ernst, né en 1907, est le dernier d'une fratrie de huit enfants comprenant : 1) Auguste de Saxe-Cobourg-Gotha (1895-1909), 2) Clémentine de Saxe-Cobourg-Gotha (1897-1975), 3) Marie Caroline de Saxe-Cobourg-Gotha (1899-1941), 4) Rainer de Saxe-Cobourg-Gotha (1900-1945), 5) Philipp Josias de Saxe-Cobourg-Gotha (1901-1985), 6) Theresa de Saxe-Cobourg-Gotha (1902-1990) et 7) Léopoldine de Saxe-Cobourg-Gotha (1905-1978),.

### Mariage et postérité adoptive
Le 4 septembre 1939, le prince Ernst épouse morganatiquement, civilement à Dürnkrut, puis religieusement au château d'Ebenthal, Irmgard Röll, née à Aue, Royaume de Saxe, le 22 janvier 1912 et morte à Rottenmann, Styrie, le 1er janvier 1976, fille de Wilhelm Röll et d’Augusta Elsa Woydt. 
Le couple n'a pas d'enfants, mais Ernst adopte en 1973 sa petite-nièce Felicitas de Saxe-Cobourg-Gotha, née à Lugano, le 6 avril 1958, petite-fille du prince Rainer de Saxe-Cobourg-Gotha.

## Biographie

### Jeunesse et formation

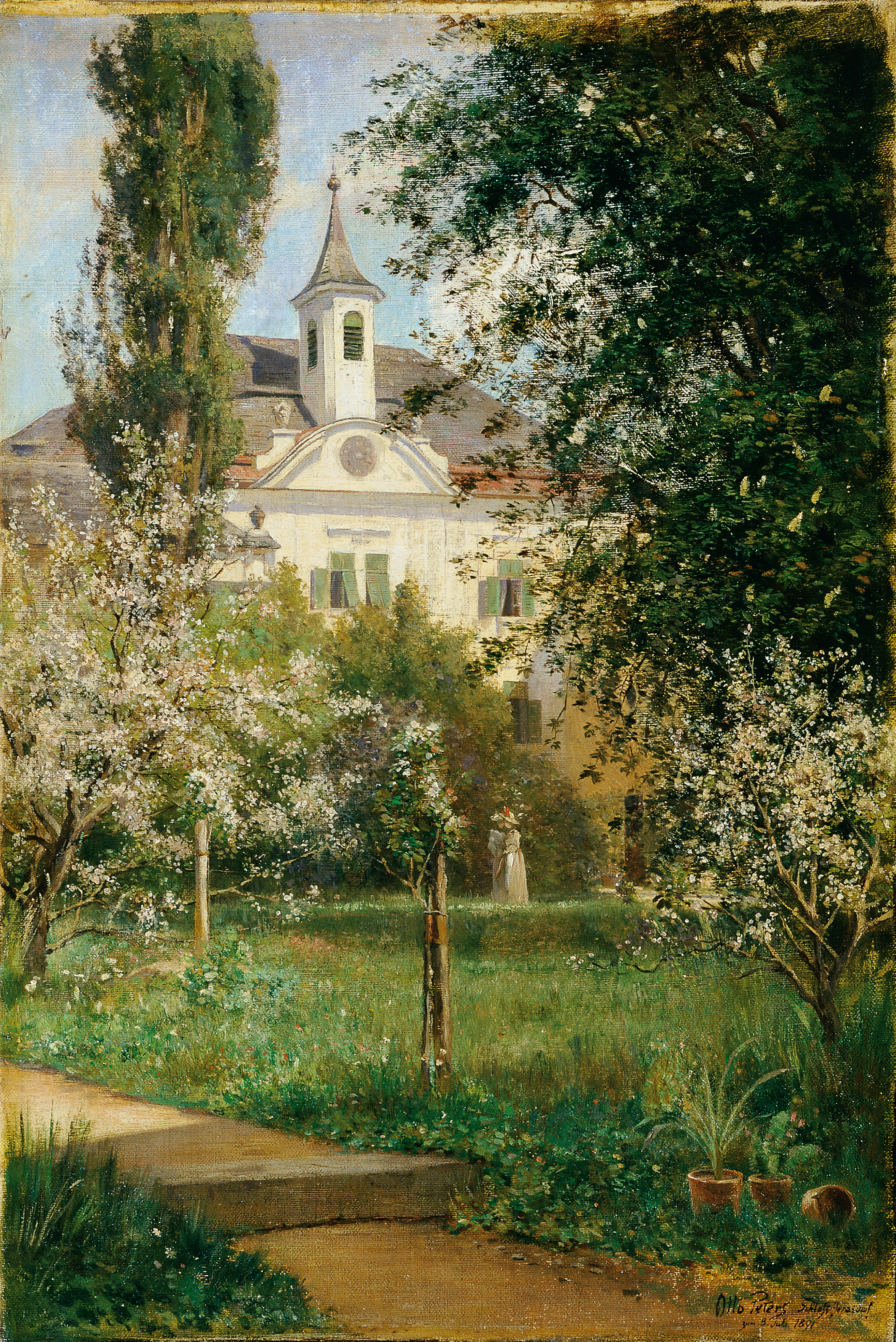
Le château de Gerasdorf, où naquit Ernst en 1907, par Otto Seraphim Peters en 1891.

Le prince Ernst est né en 1907 au château de Gerasdorf bei Wien, où il passe sa jeunesse, avec ses nombreux frères et sœurs. Peu après sa naissance, presque tous ses frères et sœurs souffrant de la rougeole, le baptême d'Ernst, dans la chapelle du château de Gerasdorf, doit être ajourné au 23 mars 1907. Son parrain est son oncle maternel, l'archiduc François-Salvator de Habsbourg-Toscane. L'harmonie familiale est troublée par la mort, le 22 septembre 1909, des suites d'une maladie pulmonaire, de son frère aîné Auguste à l'âge de 13 ans. Son père, Auguste, officier retiré des marines brésilienne et austro-hongroise, gère maintenant ses domaines et s'adonne à la chasse. Sa mère, l'archiduchesse Caroline, douce et dévote est dévouée à l'éducation de ses enfants. À l'instar de ses frères aînés Rainer et Philipp Josias étudie au Collège des Jésuites de Kalksburg à Vienne. Il se montre moins appliqué que son frère Philipp Josias.

### Entre deux guerres
En 1918, la chute de la monarchie autrichienne met en péril l'équilibre financier de la famille du prince Auguste. Le prince Auguste ne perçoit plus la rente liée au fidéicommis, le contraignant à mener une vie plus modeste et à vendre le château de Gerasdorf à un industriel. Ernst et sa famille doivent dès lors résider à Schladming, en Styrie, à partir de 1919.
Contre son gré, Ernst est inscrit, après des cours suivis à la Volksschule, dans un établissement pour missionnaires à Bischofshofen. Jugé inapte à la vocation religieuse, il est renvoyé au terme de trois ans, puis part pour un pensionnat à Rottweil, où il passe son baccalauréat avant de suivre des cours à l'université de Vienne. On le dit élève peu brillant. Il entreprend l'étude de l'ébénisterie, matière dans laquelle il excelle. Il s'illustre en réalisant des blasons et la reproduction de statuettes religieuses en bois polychrome. Il vit grâce aux revenus hérités de son père, essentiellement des propriétés forestières, en Autriche.

### Les années 1930
Le 15 mai 1930, Ernst devient le premier Saxe-Cobourg à s'affilier au parti nazi. Son frère Rainer rejoint en septembre de la même année le parti hitlérien. Le 10 mars 1931, Ernst entre dans la SA et devient Oberscharführer (sergent).
Le 3 octobre 1933, le chancelier autrichien Engelbert Dollfuss échappe à un attentat commis par le parti nazi. Une série d'arrestations suit cet événement. Les princes Rainer et Ernst, sujets allemands, sont officiellement expulsés d'Autriche car des éléments rassemblés lors d’une perquisition à Schladming les relient directement à la tentative d’attentat. Par conséquent, les deux frères s'installent à Munich. En réalité, seul Ernst a été effectivement expulsé car Rainer vit déjà depuis quelques mois à Munich où, criblé de dettes, il est poursuivi par ses créanciers.

### Seconde Guerre mondiale
Depuis mars 1938, Ernst est établi en Autriche lorsque le pays a été annexé par le Troisième Reich lors de l'Anschluss. Lorsque la Seconde Guerre mondiale éclate, en 1939, Léopoldine et leur mère, viennent s'installer auprès de Philipp Josias à Budapest car le prince Ernst a vendu le château de Schladming. Ernst se marie le 4 septembre 1939 avec Irmgard Röll, issue d'une famille de grands propriétaires terriens, et militante très engagée auprès du parti nazi depuis 1933. Ernst et son épouse s'installent dans la villa Cobourg de Gröbming en Styrie. 
Le 6 juin 1941, au château de Hartheim, la sœur d'Ernst, la princesse Marie Caroline, handicapée mentale, est euthanasiée, victime du programme T4 conçu par les nazis et visant à éliminer toute personne jugée inadaptée ou antisociale,.
En 1941, le prince Ernst demande à servir dans la Wehrmacht, où il est accepté, en dépit de la méfiance du régime envers les membres de la haute noblesse. Ernst devient officier et affecté à un régiment de soldats autrichiens. Il participe à la campagne de Yougoslavie avant d'être réformé en 1943. À la fin de la guerre, Ernst se trouve dans un camp de dénazification dirigé par des Anglais. Tous ses biens en Basse-Autriche sont confisqués par les Russes.

### Après la guerre
Le prince Ernst ayant fait amende honorable au sujet de son passé nazi, abandonne ses activités politiques et reprend son métier d'ébéniste. Il a connu d'importants problèmes financiers et est même, au début des années 1950, mis sous curatelle pour « gaspillage de toute sa fortune ».
En 1955, l'Autriche retrouve sa souveraineté et les Russes quittent le pays. Philipp Josias et les siens s'installent au palais Cobourg de Vienne. Il réussit à conclure un accord avec son frère puîné Ernst et les deux frères, réconciliés, se partagent les restes de l'ancien fidéicommis des Cobourg-Kohary en Autriche.
Le prince Ernst s'installe quelque temps à Salzbourg avant de retourner dans sa villa de Gröbming avec son épouse qui meurt à Rottenmann le jour de l'an en 1976. Lui-même meurt à Gröbming, à l'âge de 71 ans, le 9 juin 1978. Sa fortune est partagée entre son neveu Philipp August (fils de Philipp Josias) et sa fille adoptive Felicitas.

## Ascendance
|  |                                                 |  |  |  |  |  |  |  |  |  |  |  |  |
|  | 8. Auguste de Saxe-Cobourg-Gotha                |  |  |  |  |  |  |  |  |  |  |  |  |
|  |                                                 |  |  |  |  |  |  |  |  |  |  |  |  |
|  |                                                 |  |  |  |  |  |  |  |  |  |  |  |  |
|  | 4. Auguste de Saxe-Cobourg-Gotha                |  |  |  |  |  |  |  |  |  |  |  |  |
|  |                                                 |  |  |  |  |  |  |  |  |  |  |  |  |
|  |                                                 |  |  |  |  |  |  |  |  |  |  |  |  |
|  | 9. Clémentine d'Orléans                         |  |  |  |  |  |  |  |  |  |  |  |  |
|  |                                                 |  |  |  |  |  |  |  |  |  |  |  |  |
|  |                                                 |  |  |  |  |  |  |  |  |  |  |  |  |
|  | 2. Auguste de Saxe-Cobourg-Gotha                |  |  |  |  |  |  |  |  |  |  |  |  |
|  |                                                 |  |  |  |  |  |  |  |  |  |  |  |  |
|  |                                                 |  |  |  |  |  |  |  |  |  |  |  |  |
|  | 10. Pierre II du Brésil                         |  |  |  |  |  |  |  |  |  |  |  |  |
|  |                                                 |  |  |  |  |  |  |  |  |  |  |  |  |
|  |                                                 |  |  |  |  |  |  |  |  |  |  |  |  |
|  | 5. Léopoldine du Brésil                         |  |  |  |  |  |  |  |  |  |  |  |  |
|  |                                                 |  |  |  |  |  |  |  |  |  |  |  |  |
|  |                                                 |  |  |  |  |  |  |  |  |  |  |  |  |
|  | 11. Thérèse-Christine de Bourbon-Siciles        |  |  |  |  |  |  |  |  |  |  |  |  |
|  |                                                 |  |  |  |  |  |  |  |  |  |  |  |  |
|  |                                                 |  |  |  |  |  |  |  |  |  |  |  |  |
|  | 1. Ernst de Saxe-Cobourg-Gotha                  |  |  |  |  |  |  |  |  |  |  |  |  |
|  |                                                 |  |  |  |  |  |  |  |  |  |  |  |  |
|  |                                                 |  |  |  |  |  |  |  |  |  |  |  |  |
|  | 12. Léopold II de Toscane                       |  |  |  |  |  |  |  |  |  |  |  |  |
|  |                                                 |  |  |  |  |  |  |  |  |  |  |  |  |
|  |                                                 |  |  |  |  |  |  |  |  |  |  |  |  |
|  | 6. Charles Salvator de Habsbourg-Toscane        |  |  |  |  |  |  |  |  |  |  |  |  |
|  |                                                 |  |  |  |  |  |  |  |  |  |  |  |  |
|  |                                                 |  |  |  |  |  |  |  |  |  |  |  |  |
|  | 13. Marie-Antoinette de Bourbon-Siciles         |  |  |  |  |  |  |  |  |  |  |  |  |
|  |                                                 |  |  |  |  |  |  |  |  |  |  |  |  |
|  |                                                 |  |  |  |  |  |  |  |  |  |  |  |  |
|  | 3. Caroline Marie de Habsbourg-Toscane          |  |  |  |  |  |  |  |  |  |  |  |  |
|  |                                                 |  |  |  |  |  |  |  |  |  |  |  |  |
|  |                                                 |  |  |  |  |  |  |  |  |  |  |  |  |
|  | 14. Ferdinand II des Deux-Siciles               |  |  |  |  |  |  |  |  |  |  |  |  |
|  |                                                 |  |  |  |  |  |  |  |  |  |  |  |  |
|  |                                                 |  |  |  |  |  |  |  |  |  |  |  |  |
|  | 7. Marie-Immaculée de Bourbon-Siciles           |  |  |  |  |  |  |  |  |  |  |  |  |
|  |                                                 |  |  |  |  |  |  |  |  |  |  |  |  |
|  |                                                 |  |  |  |  |  |  |  |  |  |  |  |  |
|  | 15. Marie-Thérèse de Habsbourg-Lorraine-Teschen |  |  |  |  |  |  |  |  |  |  |  |  |
|  |                                                 |  |  |  |  |  |  |  |  |  |  |  |  |
|  |                                                 |  |  |  |  |  |  |  |  |  |  |  |  |

#### Ouvrages généraux

Blason des Saxe-Cobourg brésiliens.

- Nicolas Énache, La descendance de Marie-Thérèse de Habsburg, Paris, Éditions L'intermédiaire des chercheurs et curieux, 1999, 795 p. (ISBN 978-2-908003-04-8)
- Michel Huberty et Alain Giraud, L'Allemagne dynastique : HESSE-REUSS-SAXE, t. I, Le Perreux-sur-Marne, 1976, 597 p..
- Olivier Defrance et Joseph van Loon, La Fortune de Dora : une petite-fille de Léopold II chez les nazis, Bruxelles, Racine, 2013 (ISBN 2873868171).
- (en) Alan R. Rushton, Charles Edward of Saxe-Coburg : The German Red Cross and the Plan to Kill “Unfit” Citizens 1933-1945, Cambridge, Cambridge Scholars Publishing, 2018, 225 p. (ISBN 978-1-5275-1340-2).

#### Articles biographiques
- (en) Olivier Defrance, « Between Egypt and Europe - The curious fate of Clémentine of Saxe-Coburg and Gotha », Royalty Digest Quarterly, no 4,‎ 2013, p. 1-13 (ISSN 1653-5219).
- Olivier Defrance et Joseph van Loon, « Philipp Josias de Saxe-Cobourg et Gotha, un cousin méconnu de nos rois », Museum Dynasticum, vol. XXX, no 1,‎ 2018, p. 5-21 (ISSN 0777-0936, lire en ligne, consulté le 18 août 2022).
- (en) Olivier Defrance et Joseph van Loon, « The Last Kohary - The life of Philipp Josias of Saxe-Coburg and Gotha », Royalty Digest Quarterly, no 4,‎ 2017, p. 1-12 (ISSN 1653-5219).